# Marta Rincón
Marta Rincón Areitio (San Sebastián, 1972) es historiadora del arte y gestora cultural especializada en proyectos internacionales.

## Trayectoria profesional

### Formación
Marta Rincón Areitio es licenciada en Geografía e Historia por la Universidad de Deusto de Bilbao y en Historia del Arte por la Universidad Autónoma de Madrid. En los años 1993 - 1995 realizó un Postgrado en Gestión de Recursos Culturales. Máster en Museología por la Fundación Camuñas y Postgrado en Gestión de Recursos Culturales (Universidad de Deusto). Participó en el Programa ejecutivo para mujeres en alta dirección (ESADE 2019-2020). Con una beca Marie Curie 2022 es investigadora asociada a la Escuela Sur del Círculo de Bellas Artes de Madrid, la Universidad Nacional Autónoma de México y la Universidad Brown (Estados Unidos).

### Desarrollo profesional
Su actividad profesional se ha centrado en el desarrollo, producción y promoción de proyectos culturales internacional basados en la promoción del arte contemporáneo español en el exterior. Comenzó colaborando  en proyectos internacionales del Instituto de la Juventud (Injuve), en el Ministerio de Asuntos Exteriores y Cooperación, en la Sociedad Estatal para la Acción Cultural Exterior conocido como (SEACEX), en esta institución dirigió el departamento de arte contemporáneo desde el 2005.  Seacex cambió de nombre en el año 2011, por el de Acción Cultural Española (AC/E) donde actualmente es la responsable de Artes Visuales, Arquitectura y diseño.
Fue socia fundadora de RMS, junto a Rocío Gracia Ipiña, Sergio Rubira y Marta de la Torriente. La finalidad de este grupo era contribuir a  la promoción y difusión del arte contemporáneo mediante el comisariado y la producción, desde la gestión integral de proyectos expositivos y editoriales, además de  la elaboración y coordinación de proyectos educativos, la comunicación a prensa especializada y generalista de actividades culturales y la consultoría. En sus propuestas está la idea del debate, la discusión y el intercambio. Realizaron actividades en la Tabakalera de San Sebastián, en el extinto Arteleku también en San Sebastián. Entre sus  proyectos se destacan las exposiciones "Contextos en desuso", Centre d'Art La Panera, Lleida (2012) y "Sur le dandysme aujourd'hui", CGAC, Santiago de Compostela (2010). Colaboraron con el Museo Nacional Centro de Arte Reina Sofía MNCARS de Madrid Programas didácticos y de mediación como- VIDA 11.0, de la Fundación Telefónica, 2009 ON SITE: Arquitectura en España Hoy, producida por el MOMA de Nueva York. Pabellón Villanueva del Real Jardín Botánico de Madrid (2008). Han  coordinado y producido las seis ediciones de Madrid Abierto (2002-2010).
En la década de máxima actividad, a principios del siglo XXI, fue considerado el grupo RMS uno de los principales generadores y dinamizadores del tejido artístico de Madrid y otros contextos nacionales e internacionales tales como formar parte de la organización del Pabellón Español en la Bienal de Venecia, el comisariado de Entresijos y Gallinejas en el Centre d’ Art Santa Mónica de Barcelona y MADRID PROCESOS-REDES.